# Sofia Cosma
Sofia Cosma (n. 1 noiembrie 1914, Smorgon, Letonia – 12 februarie 2011, Oxnard, California) a fost un muzician și profesor. 

## Viața și activitatea
S-a născut pe 1 noiembrie 1914 în într-un mic shtetl, Smorgon, la granița între Letonia și Lituania. Sofia Cosma a început să studieze pianul de la cinci ani, cu Ziring (elev al lui Zilotti, la rându-i elev a lui Liszt). La 18 ani s-a mutat la Viena, la celebra Academie de Muzică, unde studiază sub îndrumarea lui Juliu Isserlis, iar în 1933 a participat la Concursul Internațional de Pian de la Viena. La acest concurs, Dinu Lipatti obține premiul al  II-lea, Sofia Gurevici (Cosma), premiul al IV-lea.
Sofia Cosma a încercat să se refugieze în Letonia pentru a scăpa de naziști, însă a fost arestată mai târziu de sovietici și dusă într-un lagăr de concentrare. După eliberarea din lagărul sovietic unde și-a cunoscut și soțul de origine română, cu care are o fiică, Sofia a fost trimisă în Austria, în timp ce soțul său a fost trimis în România. În 1950 familia a fost reunită la București, iar puțin timp mai târziu s-a născut cel de-al doilea copil, Mihail. Din 1958 a devenit solistă a Filarmonicii Române. 
În1956, după 15 ani departe de pian, devenită Sofia Cosma, și-a reluat studiile și a fost recunoscută ca una din cele mai marcante soliste din România. Sofia Cosma a concertat pentru prima data la Iași pe 3 mai 1958, interpretând una din piesele de rezistenta ale repertoriului ei impresionant, Concertul Nr. 2 de Liszt, sub bagheta compozitorului dirijor Achim Stoia. Pina la 14 septembrie 1979, data ultimei apariții pe podiumul ieșean, cu Concertul No. 1 de Ceaikovski, Sofia Cosma și-a bucurat auditoriul cu interpretări notabile ale concertelor de  Chopin, Rachmaninov,  Saint-Saens, Imperialul lui Beethoven, Burlesca lui Strauss, Toccata lui Haciaturian, Preludiile lui Jora, și, în prima audiție, în 1964, cel de-al doilea concert de pian al lui Pascal Bentoiu. În anul 1970, devine conferențiar universitar la Conservatorul din Iași și înregistrează câteva discuri. 
După decesul soțului său în 1974, Sofia a călătorit de mai multe ori în SUA, reușind să obțină azil politic în 1981. În 1990 a revenit în Uniunea Sovietică unde a susținut un concert la Moscova.
În 2011 a fost realizat un film despre viața sa: "A SUITCASE FULL OF CHOCOLATE".

## Distincții
- Ordinul Meritul Cultural clasa a V-a (12 septembrie 1968) „cu prilejul împlinirii a 100 de ani de la înființarea Filarmonicii «George Enescu» din București, [...] pentru merite deosebite în activitatea muzicală”[4]